# Мале Івановське
Мале Івано́вське (рос. Малое Ивановское) — присілок у складі Митищинського міського округу Московської області, Росія.

## Населення
Населення — 12 осіб (2010; 9 у 2002).
Національний склад (станом на 2002 рік):
- росіяни — 100 %